# Uwe Tellkamp

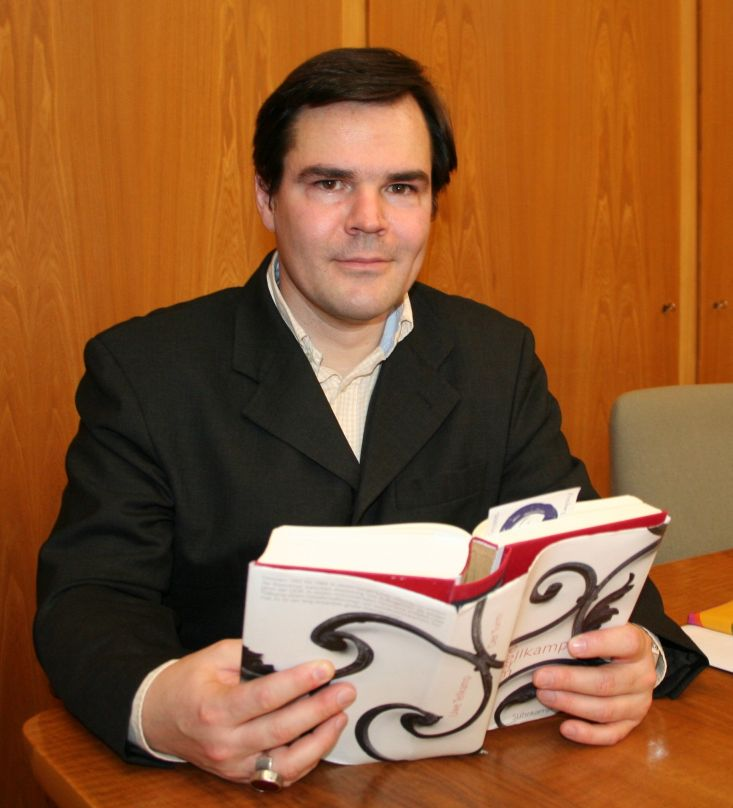
Uwe Tellkamp leest uit Der Turm, 2009

Uwe Tellkamp (Dresden, 28 oktober 1968) is een Duits schrijver en arts.

## Leven en werk
Tellkamp groeide op in voormalige DDR en was tot 2004 praktiserend arts. In dat jaar kreeg hij de ‘Ingeborg Bachmann Preis’ voor zijn tweede roman Der Schlaf in den Uhren en koos hij voor de literatuur. In 2008 brak Tellkamp internationaal door met zijn lijvige, semiautobiografische roman Der Turm. Geschichte aus einem versunkenen Land (in het Nederlands vertaald als De toren; verhaal uit een verzonken land, 2009). In Der Turm neemt Tellkamp de lezer mee op een episch avontuur in de laatste zeven jaar van de Oost-Duitse dictatuur. Het boek verhaalt van de medicijnenstudent Christian Hoffman en allerlei mensen uit diens omgeving die laveren tussen aanpassing en verzet in een 'zieke' maatschappij. De roman werd geprezen als de langverwachte roman over de ‘Wende’, is bekroond met de prestigieuze Deutscher Buchpreis en de Uwe-Johnson-Preis en is verfilmd.
In 2009 won Tellkamp de Deutscher Nationalpreis en de Literaturpreis der Konrad-Adenauer-Stiftung, voor auteurs die „de vrijheid hun woord geven“.